# Natalie Holt
Natalie Ann Holt (Worthing (West Sussex), 29 juni 1982) is een Britse componiste en violiste die aan tal van film- en televisieprojecten heeft meegewerkt. Ze wordt vooral erkend voor haar werk aan verschillende opmerkelijke producties, waaronder Loki (2021) en Obi-Wan Kenobi (2022). Ze volgde een opleiding aan de Royal Academy of Music en vervolgens de National Film and Television School en had een carrière als klassiek violiste voordat ze filmcomponist werd. Holt's onderscheiding in haar vakgebied werd erkend door in 2017 een medewerker te worden van de Royal Academy of Music.
Holts vroege bijdragen omvatten kleine rollen als orkestrator in films als Stardust (2007). Na haar afstuderen componeerde ze haar eigen muziek voor een aantal korte films, waaronder de met de Royal Television Society bekroonde korte film Friends Forever (2008), terwijl ze werkte als professioneel violiste. In 2007 werd ze onderdeel van RaVen Quartet, een in Londen gevestigd strijkkwartet dat hun eigen muzikale arrangementen uitvoerde. RaVen zou gaan optreden met Madness tijdens de slotceremonie van de Olympische Spelen van 2012 in Londen.
In de finale van Britain's Got Talent in 2013 trad Holt op in het begeleidingsorkest van finalisten Richard & Adam. Tijdens hun optreden liep ze het podium op en gooide eieren naar jurylid Simon Cowell. Ze protesteerde tegen Cowells "vreselijke invloed op de muziekindustrie".

## Filmografie
| Jaar | Titel                | Opmerkingen             |
| ---- | -------------------- | ----------------------- |
| 2011 | The Holding          | met James Edward Barker |
| 2011 | Mesocafé             |                         |
| 2012 | Animals              |                         |
| 2017 | Pin Cushion          |                         |
| 2017 | Journey's End        | met Hildur Guðnadóttir  |
| 2019 | Cordelia             |                         |
| 2019 | Infidel              |                         |
| 2020 | Herself              |                         |
| 2020 | Kindred              | met Jack Halama         |
| 2021 | Distancia de rescate |                         |
| 2022 | The Princess         |                         |

## Overige producties

### Televisiefilms
| Jaar | Titel                         | Opmerkingen |
| ---- | ----------------------------- | ----------- |
| 2008 | The Things I Haven't Told You |             |
| 2017 | The Boy with the Topknot      |             |
| 2018 | Doing Money                   |             |

### Televisieseries
| Jaar      | Titel                         | Opmerkingen                                        |
| --------- | ----------------------------- | -------------------------------------------------- |
| 2009      | 3MW: Subtitles Not Included   |                                                    |
| 2011      | Great Expectations            | met Martin Phipps                                  |
| 2012      | Tooned                        |                                                    |
| 2014      | The Honourable Woman          | met Martin Phipps                                  |
| 2015      | Wallander                     |                                                    |
| 2016      | The Happos Family             | met Tom Angell                                     |
| 2016      | My Mother and Other Strangers |                                                    |
| 2017      | Three Girls                   |                                                    |
| 2017      | Redwater                      | ook bekend als: Kat & Alfie: Redwater              |
| 2018      | Press                         |                                                    |
| 2019      | Knightfall                    |                                                    |
| 2019      | Beecham House                 | met Craig Pruess                                   |
| 2020      | Deadwater Fell                |                                                    |
| 2021-2023 | Loki                          | tevens een cameo in de serie als World's Fair Band |
| 2022      | Obi-Wan Kenobi                | met John Williams                                  |

### Documentaires
| Jaar | Titel                | Opmerkingen |
| ---- | -------------------- | ----------- |
| 2005 | Heavy Metal Jr.      |             |
| 2013 | Chinese Lessons      |             |
| 2013 | A Class of Their Own |             |
| 2018 | Gun No 6             |             |

### Additionele muziek
Als additioneel componiste.
| Jaar | Titel                        | Opmerkingen                            |
| ---- | ---------------------------- | -------------------------------------- |
| 2009 | Helen                        | voor James Edward Barker en Tim Despic |
| 2014 | Paddington                   | voor Nick Urata                        |
| 2015 | Woman in Gold                | voor Hans Zimmer en Martin Phipps      |
| 2016 | War & Peace (televisieserie) | voor Martin Phipps                     |
| 2016 | Victoria (televisieserie)    | voor Martin Phipps                     |

## Prijzen en nominaties

### BAFTA Awards
| Jaar | Titel | Categorie    | Uitslag     |
| ---- | ----- | ------------ | ----------- |
| 2022 | Loki  | Beste muziek | Genomineerd |

### Emmy Awards
| Jaar | Titel    | Categorie | Uitslag     |
| ---- | -------- | --- | ----------- |
| 2017 | Victoria | Beste muziekcompositie voor een televisieserie (originele dramatische muziek), voor "Doll 123"               | Genomineerd |
| 2022 | Loki     | Beste titelmuziek                                                                                            | Genomineerd |
| 2022 | Loki     | Beste muziekcompositie voor een televisieserie (originele dramatische muziek), voor "Loki: Glorious Purpose" | Genomineerd |